# Marsabit (muntanya)
Marsabit és un volcà d'escut basàltic de Kenya, a 170 quilòmetres del Rift Valley. Té una superfície d'uns 6300 km² i va evolucionar principalment durant el Miocè, excepte algunes colades volcàniques i erupcions volcàniques que han transcorregut més endavant. El volcà està cobert per bosc dens i està dins del Parc Nacional de Marsabit (Marsabit National Park).